# Irene Domínguez
Irene Domínguez (Santiago, 10 de enero de 1930–París, Francia, 28 de noviembre de 2018) fue una artista visual, grabadora y pintora chilena.

## Biografía
Comenzó su carrera artística desde muy joven, ya que a la edad de 13 años, a causa de una seria enfermedad, ocupó la mayor parte de su tiempo en realizar dibujos y pinturas. Posteriormente tomó clases particulares con el artista Miguel Venegas Cifuentes. Como parte de sus estudios profesionales estudió en la Escuela Nacional de Bellas Artes de la Universidad Católica. 
Posteriormente, entre los años 1954 y 1961, realizó los cursos correspondientes a esta disciplina en la Universidad de Chile, en donde fue alumna de Pablo Burchard, Oskar Trepte y Ramón Vergara Grez. También toma cursos de pintura infantil en el Instituto Cultural de Providencia, y algunos diseños para televisión. Integra el Taller 99 y participa del Taller de Gráfica Popular e incursiona en teatro, participando durante 5 años en el Grupo ICTUS; además de incursionar en el arte del performance en el "Centro A", en Santiago.
En 1959 ganó una beca del gobierno español para especializarse en técnicas cerámicas en Madrid. Posteriormente en 1963 emprendió su viaje a Paría, pero los tres días que esperaría en Buenos Aires, se convirtieron en dos meses. En su estancia en Argentina conoció a Enrique Araya, y tuvo la oportunidad de presentar sus obras en una exposición de artesanía chilena que presentaba Alicia Oportot.
Para 1964 llegó a París, en donde conoce a Wilfredo Lam, reconocido artista cubano, quien le presenta a grandes intelectuales y destacados artistas de la época, como Roberto Matta, Apel, Corneille, Enrique Bello Jr., Lucio Fontana, el poeta Gherasim Luca y Elisa Bretón. Expuso en repetidas ocasiones en Europa, cinco  en Italia y dos veces de forma colectiva en París. Entre 1976 y 1985 recibió la Beca Cité des Arts, en París, Francia. Falleció en París en 2018.

## Obra
Su trabajo mezcla elementos iconográficos figurativos con el uso de colores planos y la interacción de diversas técnicas, como la serigrafía y aguafuertes. Sus temas son varios pero se encuentran reiteraciones en la representación de animales, en especial de la vaca: "Me gustan las vacas, tan grandes, gordas, plácidas y absurdamente tiernas, plantadas así, al lado de la velocidad de la 'auto-strada', fuentes llenas de leche, esperanza de aquellos que tienen hambre. La vaca que ríe, ¿por qué ríe? Muchas veces tengo la impresión que desde su mirada divertida hay unas ganas escondidas de tirarnos nuestra estupidez en la cara. Mis vacas leen, tienen guaguas, bailan el tango, trayendo un poco de sabor latinoamericano."
Otro de los temas recurrentes en los grabados de Irene, es la mujer. Muestra a dueñas de casa encerradas en un clóset, otras ya libres del lavado de la ropa y demás quehaceres domésticos. Temas que impactan sobre la liberación de la maternidad.

## Exposiciones
Irene Domínguez participó en 60 exposiciones individuales; siendo la primera de ellas en 1961 en el Instituto Cultural de Las Condes de Santiago. En ella se mostraron 30 grabados a color, que eran parte de su producción de esos últimos dos años.
- 1961. Instituto Cultural de Las Condes, Diseño y Cerámica,  Santiago, Chile.
- 1961. Instituto Chileno de Cultura Hispánica, Pinturas y Diseños, Santiago, Chile.
- 1962 Galería Jorge Celery, Santiago, Chile.
- 1962 Universidad de Valdivia, Pinturas, Valdivia, Chile.
- 1967 Galería El Patio, Pinturas, Santiago, Chile.
- 1967 Galería Lirolay, Buenos Aires, Argentina.
- 1968 Casa de América Latina, Pinturas, París, Francia.
- 1969 Galería Gamla Stand, Pinturas, Copenhague, Dinamarca.
- 1969 Galería Blocker, Pinturas, Hemestede, Holanda.
- 1969 Galería Ateneum, Pinturas, Lund, Suecia.
- 1971 Instituto Chileno Francés, Grabados, Santiago y Valparaíso, Chile.
- 1972 Galería Lirolay, Grabados, Buenos Aires, Argentina.
- 1974 Galería Paesi Nuovi, Grabados, Roma, Italia.
- 1975 Galería Violeta, Grabados, Estocolmo, Suecia.
- 1976 Trpunk Fabrik, Grabados, Oberhausen, Alemania.
- 1976 Cité des Arts, Grabados, París, Francia.
- 1977 Casa de la Juventud, Grabados, Biarritz, Francia.
- 1977 Galería Pacífico, Grabados, Copenhague, Dinamarca.
- 1978 Cités des Arts, Pinturas, París, Francia.
- 1979 Galería Mille Images, Pinturas, París, Francia.
- 1980 Maison de la Culture, Pinturas y Grabados, Ginebra, Suiza.
- 1980 Escuela de Bellas Artes, Pinturas, Vigneaux Sur Siene, Francia.
- 1980 Instituto Cultural de Las Condes, Grabados, Santiago, Chile.
- 1980 Galería Alsace, Pinturas y Grabados, Estrasbourg, Francia.
- 1980 Galerie Le Cadiere, Pinturas y Grabados, Biarritz, Francia.
- 1981 Galería Época, Pinturas, Santiago, Chile.
- 1981 Galería María Teresa Sarlin, Pinturas, Aviñón, Francia.
- 1981 Galería Época, Los poetas no saben lo que vuelan, Santiago, Chile.
- 1982 Casa de la Cultura Gerard Phillipe Robinson, Pinturas, Francia.
- 1982 Galería Le Poisson d' Or, Pinturas, París, Francia.
- 1982 Galería El Patio, Pinturas, Bremen, Alemania.
- 1983 Galería Fabrik, Pinturas y Grabados, Oberhausen, .Alemania.
- 1984 Galería Arte Actual, Tango Pinturas, Santiago, Chile.
- 1985 Galería Vendemia, Pinturas, Berlín, Alemania.
- 1986 Galería Terres de Marais, Pinturas, París, Francia.
- 1986 Galería de Arte Praxis, Santiago, Chile.
- 1987 Galería Praxis, Pinturas, Santiago, Chile.
- 1987 Galería El Caballo Verde, Pinturas, Concepción, Chile.
- 1987 Galería Viktoria, Pinturas, Gotemberg, Suecia.
- 1987 Galería Espacio Latinoamericano, Pinturas, París, Francia.
- 1988 Galería l' Usine, Pinturas, París, Francia.
- 1988 Galería El Cerro, Pinturas, Santiago, Chile.
- 1989 Galería El Cerro, Las Púdicas, pinturas, Santiago, Chile.
- 1990 Galería del Cerro, Une Petite Exposition, Santiago, Chile.
- 1990 Galería Christine Weinman, Pinturas, París, Francia.
- 1991 Galería del Cerro, Mujeres Americanas, Santiago.
- 1992 Instituto Chileno - Francés, Pinturas Corazones Partidos, Santiago, Chile.
- 1993 Le Garde Fresney, Pinturas, Francia.
- 1995 Galería Arte Actual, Le Mariage, Pinturas, Santiago, Chile.
- 1995 Galería Savonna, Italia.
- 1995 Galería Il Circolo, Albisola, Italia.
- 1997 Galería Arte Actual, Un Poco de Sentimiento, Santiago, Chile.
- 1998 Instituto Cervantes, Un Poco de Sentimiento, París, Francia.
- 1998 Galería El Caballo Verde, Un Peu de Sentiment, pintura, Concepción, Chile.
- 1998 Galería Modigliani, Viña del Mar, Chile.
- 1998 Cité des Arts, París, Francia.
- 1999 Molhouse, Francia.
- 1999 Galería Arte Actual, Ángeles y Arcángeles, pinturas, Santiago, Chile.
- 2003 Irene Domìnguez: El que Quiere Celeste..., Santiago, Chile.
- 2005 Galería Artespacio, Irene Dominguez, Santiago, Chile.

Además ha colaborado en aproximadamente 40 exposiciones colectivas:
- 1964 Cerámicas y Pintura, Albisola Mare, Italia.
- 1965 Cerámicas y Pintura, Albisola Mare, Italia.
- 1966 Cerámicas y Pintura, Albisola Mare, Italia.
- 1967 Pinturas, Galería El Patio, Santiago, Chile.
- 1967 Salón de Mayo, Cuba.
- 1973 Festivador de la Juventud y de la Paz, Berlín, Alemania.
- 1974 Grabados, Galería El Círculo, Albisola Marte, Italia.
- 1977 Pinturas, Galería Talin Vinti, Helsinski, Finlandia.
- 1979 IV Bienal Internacional de Arte de Valparaíso, Chile.
- 1980 La Jeune Peinture, Salon de Femmes, Francia.
- 1981 La Jeune Peinture, Salon de Femmes, Francia.
- 1982 La Jeune Peinture, Salon de Femmes, Francia.
- 1984 El arte y la supervivencia del planeta, Museo Nacional de Historia Natural, Santiago, Chile.
- 1985 Pinturas, Galería Troy, París, Francia.
- 1986 Pinturas, Galería Le Poisson d' Or, Lyon, Francia.
- 1988 Pinturas, Galería Art Brasil, París, Francia.
- 1989 Pintores de Chile en el Edificio de la Construcción, Santiago, Chile.
- 1991 Pinturas, Galería Xavier Delanoy, Le Garde Fresney, Francia.
- 1991 Pinturas, Salón Mac 2.000, Palacio Grand París, Francia.
- 1991 Pinturas, Casa de la Cultura, Pantin, Francia.
- 1992 Afinites Nómades, Galería Capazza, Tour, Francia.
- 1992 Mujeres latinoamericanas, Cáceres, España.
- 1993 Irene Domínguez y Lou Laurin Lam, Norte - Sur Pinturas, Galería Arte Actual, Santiago, Chile.
- 1993 Grabados Chilenos, Mirada Retrospectiva, Colección Museo Nacional de Bellas Artes, Museo Nacional de Bellas Artes, Santiago, Chile.
- 1994 Pinturas, Le Garde Fresney, Francia.
- 1994 Pinturas, Galería Paulina Rieloff, Nueva York, Estados Unidos.
- 1994 Pinturas, UNESCO, París, Francia.
- 1994 Chile Artes Visuales Hoy, Colección Museo Chileno de Arte Moderno, Salas Nacionales de Cultura Embajada de Chile, Buenos Aires, Argentina.
- 1995 Pinturas, Foumis, Francia.
- 1995 Mac 2.000, París, Francia.
- 1997 Mediateca Cedano, Aviñón, Francia.
- 1997 Identification, Instituto Cervantes, París.
- 1997 Gráfica del Taller 99, Centro Cultural de España, Santiago, Chile.
- 1998 Un Peu de Sentiment, Instituto Cervantes, París, Francia.
- 1999 Galería Modigliani, Viña del Mar, Chile.
- 1999 Galeria Espace
- 1789, Saint Quen, Francia.
- 1999 Galería Caballo Verde, Concepción, Chile.
- 2000 Galeria Espace 1789, Saint Quen, Francia.
- 2000 Envol & Transparence, Galería Espace 1789, Saint-Ouen, Francia.
- 2000 Galería Caballo Verde, Concepción, Chile.
- 2001 Galería Il Bostrico, Albisola Mare, Italia.
- 2002 Galería Traverse, Mers les Bains, Francia.
- 2002 Galería La Latina, París, Francia.
- 2003 Galería Cap Horn, París, Francia.
- 2006 50 Años Taller 99, Galería La Sala, Santiago, Chile.
- 2006 50 Años Taller 99, Museo Nacional de Bellas Artes, Santiago, Chile.
- 2006 Galería Modigliani, Viña del Mar, Chile.
- 2007 Implications, Artistas Chilenos en Francia, Galerías Bièvre, Athena y Antichambre, París, Francia.
- 2007 Implications, Un Pari Democratìque: Les Artistes Chiliens de Paris, Mairie du Treizieme Arrondissement, París, Francia.

## Obras

### Colecciones públicas
- Y Nos dividimos también (enlace roto disponible en Internet Archive; véase el historial, la primera versión y la última)., serigrafía sobre papel, 56 x 78 cm. Museo Nacional de Bellas Artes, Santiago de Chile.
- La represión (enlace roto disponible en Internet Archive; véase el historial, la primera versión y la última).,  serigrafía sobre papel, 78 x 56 cm. Museo Nacional de Bellas Artes, Santiago de Chile.
- La Vaca anti-racista (enlace roto disponible en Internet Archive; véase el historial, la primera versión y la última)., serigrafía sobre papel, 26 x 30 cm. Museo Nacional de Bellas Artes, Santiago de Chile.
- Chimeneas de París (enlace roto disponible en Internet Archive; véase el historial, la primera versión y la última)., óleo sobre tela, 100 x 80 cm. Museo Nacional de Bellas Artes, Santiago de Chile.
- El ángel de los peluqueros (enlace roto disponible en Internet Archive; véase el historial, la primera versión y la última)., serigrafía sobre papel, 56 x 78 cm. Museo Nacional de Bellas Artes, Santiago de Chile.
- El Rey De La Selva Y Su Trono (enlace roto disponible en Internet Archive; véase el historial, la primera versión y la última)., grabado sobre papel, 78 x 56 cm. Museo Nacional de Bellas Artes, Santiago de Chile.
- Felice Evento (enlace roto disponible en Internet Archive; véase el historial, la primera versión y la última)., 1972, serigrafía, 37 x 52 cm. Museo Nacional de Bellas Artes, Santiago de Chile.
- Les Je M'Enfonlistes (enlace roto disponible en Internet Archive; véase el historial, la primera versión y la última)., 1970, serigrafía, 46 x 63 cm. Museo Nacional de Bellas Artes, Santiago de Chile.
- Y Tranquila Paso la Vida (enlace roto disponible en Internet Archive; véase el historial, la primera versión y la última)., 1972, serigrafía, 78 x 56 cm. Museo Nacional de Bellas Artes, Santiago de Chile.
- El Rey de la Selva y su Trono (enlace roto disponible en Internet Archive; véase el historial, la primera versión y la última)., 1972, serigrafía 78 x 56 cm. Museo Nacional de Bellas Artes, Santiago de Chile.
- Paisaje Archivado el 30 de septiembre de 2017 en Wayback Machine., 1957, Técnica mixta sobre cartón, 39.5 cm. X 56.5 cm. Museo de Arte Contmporáneo, Universidad de Chile, Santiago, Chile
- Sin Título Archivado el 30 de septiembre de 2017 en Wayback Machine., s/a, Técnica mixta sobre tela, 130 cm. X 97 cm. Museo de Arte Contmporáneo, Universidad de Chile, Santiago, Chile

### Otras colecciones
- Sin Título, 1992, óleo sobre tela, 97 x 130 cm. Museo de las Artes Visuales, Santiago, Chile